# Léocadia
Léocadia est une pièce de théâtre de Jean Anouilh créée au théâtre de la Michodière (Paris) le 1er décembre 1940.
Elle fait partie des pièces roses avec Humulus le Muet (1932), Le Bal des voleurs (1938) et Le Rendez-vous de Senlis (1941).
Francis Poulenc a composé pour l'occasion l'une de ses plus célèbres mélodies, Les Chemins de l'amour, interprétée par Yvonne Printemps.

## Argument
Léocadia raconte l'histoire improbable, mais poétique d'un jeune prince follement amoureux d'une cantatrice roumaine, Léocadia Gardi. Le jeune homme ne l'a connue que trois jours : elle est morte étranglée par son châle (on pense à Isadora Duncan). Inconsolable, il vit dans le souvenir de la jeune femme. Sa tante, la duchesse d'Andinet d'Andaine, telle un metteur en scène de théâtre, reconstitue le décor, les lieux dans lesquels son neveu a vécu. Le maître d'hôtel, les valets… doivent, comme des acteurs, interpréter le rôle qu'ils jouaient au moment des trois jours de bonheur vécus par le prince. Le temps s'est donc arrêté !
On fait appel à une petite modiste, Amanda, sosie de la cantatrice, pour le séduire, en espérant que la vie l'emportera sur le souvenir.
Dans un premier temps, le jeune homme s'accroche désespérément à son rêve pour bientôt prendre conscience, au contact d'Amanda, que le souvenir de Léocadia correspond, en fait, à la peur de la « vie » dans ce qu'elle a de passager, d'éphémère, de mortel… L'angoisse de quitter un souvenir illusoire (le temps arrêté) cède bientôt à l'appel de la « vraie » vie. Le monde figé, théâtralisé imaginé par la duchesse est bientôt inopérant, il se désagrège et la comédie mensongère n'est plus possible. Le prince perd ses illusions et découvre que Léocadia n'était qu'un idéal dépourvu de toute substance, le refuge d'un adolescent gâté « élevé par des curés et des vieilles dames ». « Cette romance se terminera donc comme doivent se terminer les romances depuis que le monde est monde : très bien. »

## Distribution originale
- Yvonne Printemps : Amanda
- Pierre Fresnay : le prince
- Marguerite Deval : la duchesse
- Victor Boucher : le maître d'hôtel
- Paul Demange : le marchand de glaces
- Léon Larive : le chauffeur de taxi / le patron d'auberge
- Mercédès Brare : la dame du vestiaire
- Henri-Richard : Hector
- Jacques Janvier : le garde-chasse
- Henri Gaultier : le maître d'hôtel chez la duchesse
- Décors : André Barsacq
- Musique originale : Francis Poulenc
- Première représentation : 1er décembre 1940
- Dernière représentation : 27 avril 1941 (173 représentations)[1]

## Reprises
Comédie des Champs-Élysées (1984) :
- Sabine Haudepin : Amanda ;
- Lambert Wilson : le prince ;
- Edwige Feuillère (rôle repris en tournée par Denise Grey) : la duchesse ;
- Philippe Khorsand : le maître d'hôtel ;
- Jacques Marchand : le marchand de glaces ;
- Jacques Plée : le marchand de glaces ;
- Robert Deslandes : le chauffeur de taxi ;
- Jacques Castelot : le baron Hector ;
- François Rossello : le garde-chasse ;
- Philippe Dehesdin : le maître d'hôtel chez la duchesse.

- Mise en scène : Pierre Boutron ;
- Décors : Agostino Pace ;
- Costumes : Yvonne Sassinot de Nesle ;
- Lumières : Pierre Boutron ;
- Musique originale : Francis Poulenc ;
- Première représentation le 11 septembre 1984.
- Direction Musicale : Alexandre Sorel

Pièce reprise en 2014 par l'UDP (Union dramatique de Bruxelles), dans une mise en scène de France Gilmont.